# Palacio de Montehermoso (Vitoria)
El palacio de Montehermoso es un edificio con origen en el siglo XVI, si bien se encuentra muy reformado, situado en la ciudad de Vitoria (Álava, País Vasco, España), concretamente en la parte más elevada y antigua de la ciudad, en el área conocida como El Campillo. Históricamente ha tenido varios usos, siendo el penúltimo el de servir de sede episcopal. En la actualidad, tras una profunda remodelación y la expansión de su superficie mediante la anexión del Antiguo Depósito de Aguas de Vitoria, el edificio abrió sus puertas en 1997 como Centro Cultural Montehermoso Kulturunea, orientado al arte y la cultura contemporáneos. 

## El palacio
El edificio fue construido en 1524 en un estilo gótico-renacentista a iniciativa del licenciado Hortuño (o Fortunio) Ibáñez de Aguirre, miembro del Consejo Real de Castilla y de la Inquisición, y su esposa María de Esquível y Arratia, con el objeto de albergar una comunidad de monjas Dominicas. Sin embargo, una vez concluido, el palacio se destinó a residencia privada de la familia Aguirre-Esquível, decidiendo ésta construir a cambio el convento de Santa Cruz para las dominicas.
En los siglos siguientes, el palacio, provisto de un patio interior de dos pisos con arquerías escarzanas, fue mansión de pernocta habitual de los monarcas españoles cuando hacían parada en Vitoria y de otras personalidades de la nobleza. El nombre de Montehermoso le viene del título del marquesado que el 14 de diciembre de 1714 le fue concedido a María Antonia de Salcedo y Echávarri, viuda de Vicente José de Aguirre y Zárate, en gratificación a sus servicios como aya de los hijos de Felipe V, los príncipes de Asturias y futuros reyes Luis I y su medio hermano Carlos III, y como dama de honor de Isabel de Farnesio.
Un siglo después, otra marquesa de Montehermoso, María del Pilar Acedo y Sarriá, y su marido, Ortuño de Aguirre y del Corral, VI marqués de Montehermoso alojaron a José Bonaparte, en su camino hacia Madrid.
Tras la restauración borbónica, en 1816, el Ayuntamiento de Vitoria confiscó el palacio y la finca de Montehermoso en virtud de una real orden que establecía que tales propiedades eran, en lo sucesivo, patrimonio de la Corona. Aquel mismo año el edificio sufrió unos derrumbamientos. Posteriormente, durante la tercera guerra carlista, Montehermoso fue cuartel de artillería antes de ser adquirido por la Diócesis de Vitoria en 1887 a su último propietario, el marqués del Amparo. Al convertirlo en su sede, el Obispado encargó al arquitecto Fausto Íñiguez de Betolaza la reforma de la fachada, que adquirió su actual aspecto neogótico. En 1928 se acometió otra importante reforma.

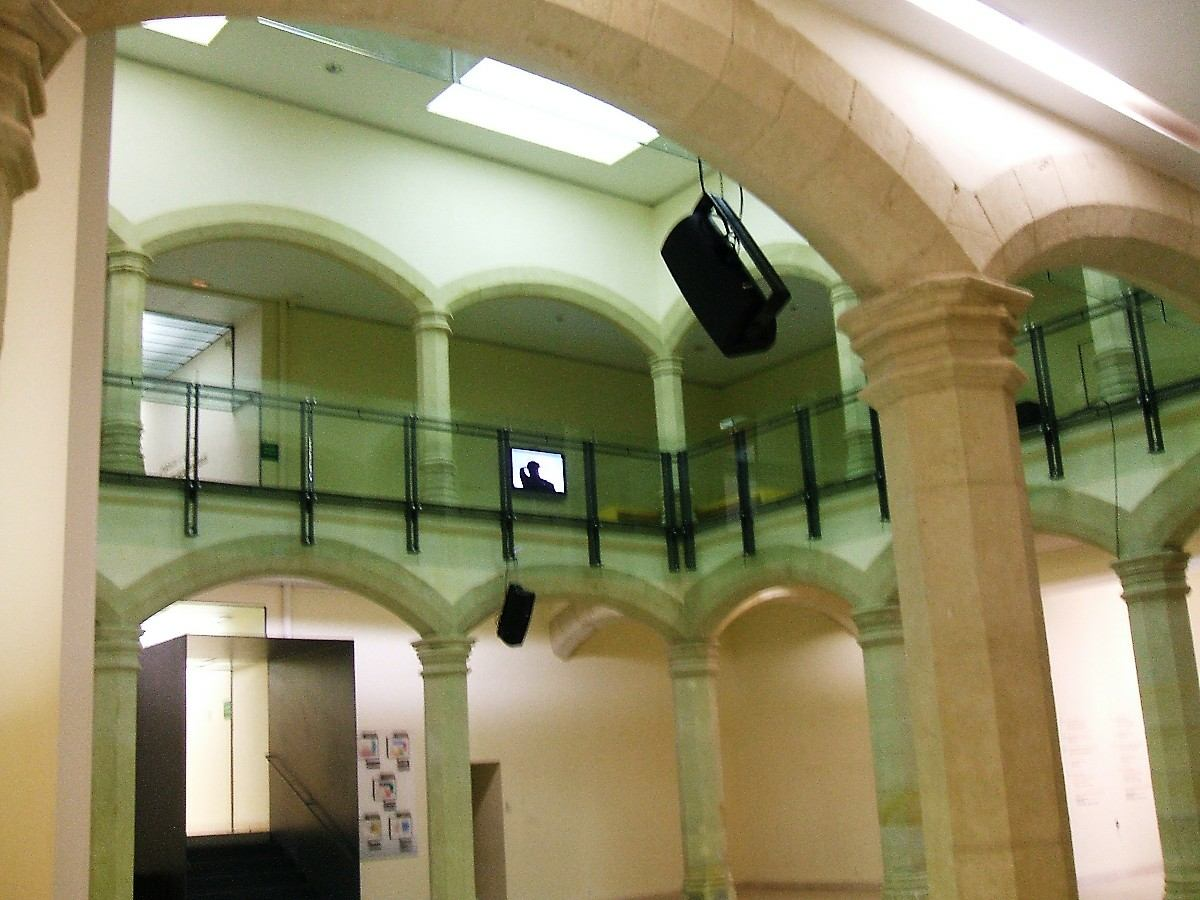
Claustro.

## Centro Cultural Montehermoso Kulturunea
En 1994 el Ayuntamiento de Vitoria compró el edificio al Obispado por 323 millones de pesetas con la idea original de destinarlo a oficinas municipales. En 1997, con las obras de rehabilitación ya concluidas, el Área de Cultura del Ayuntamiento decidió convertir el inmueble en un centro cultural, y ampliado, previa construcción de una comunicación subterránea, al Antiguo Depósito de Aguas de Vitoria, una cisterna de 1.365 metros cuadrados construida en 1895 que desde 1994 venía brindando un singular espacio a exposiciones artísticas, montajes mixtos y espectáculos audiovisuales. Nació así el Centro Cultural Montehermoso, definido a sí mismo como un espacio multidisciplinar de producción, exhibición y difusión del arte y el pensamiento contemporáneos, y como una institución comprometida con la promoción de los artistas locales.
El Centro celebró su exposición inaugural, Vitoria-Gasteiz en el arte, del 3 de octubre de 1997 al 8 de enero de 1998. Desde entonces, sus 4671 metros cuadrados de superficie útil han acogido numerosas exposiciones de pintura, fotografía, maquetas y montajes, recitales musicales, actos para niños, conferencias y otros eventos culturales. Las dependencias más destacadas son: el claustro, concebido como área de recepción de visitantes y de distribución de salas; el antiguo depósito de aguas, la Sala Melchor Gaspar de Jovellanos, dedicada a las proyecciones; la Mediateca, que administra fondos artísticos en los campos de las artes visuales y multimedia, y el Centro de Documentación de Artes Plásticas.

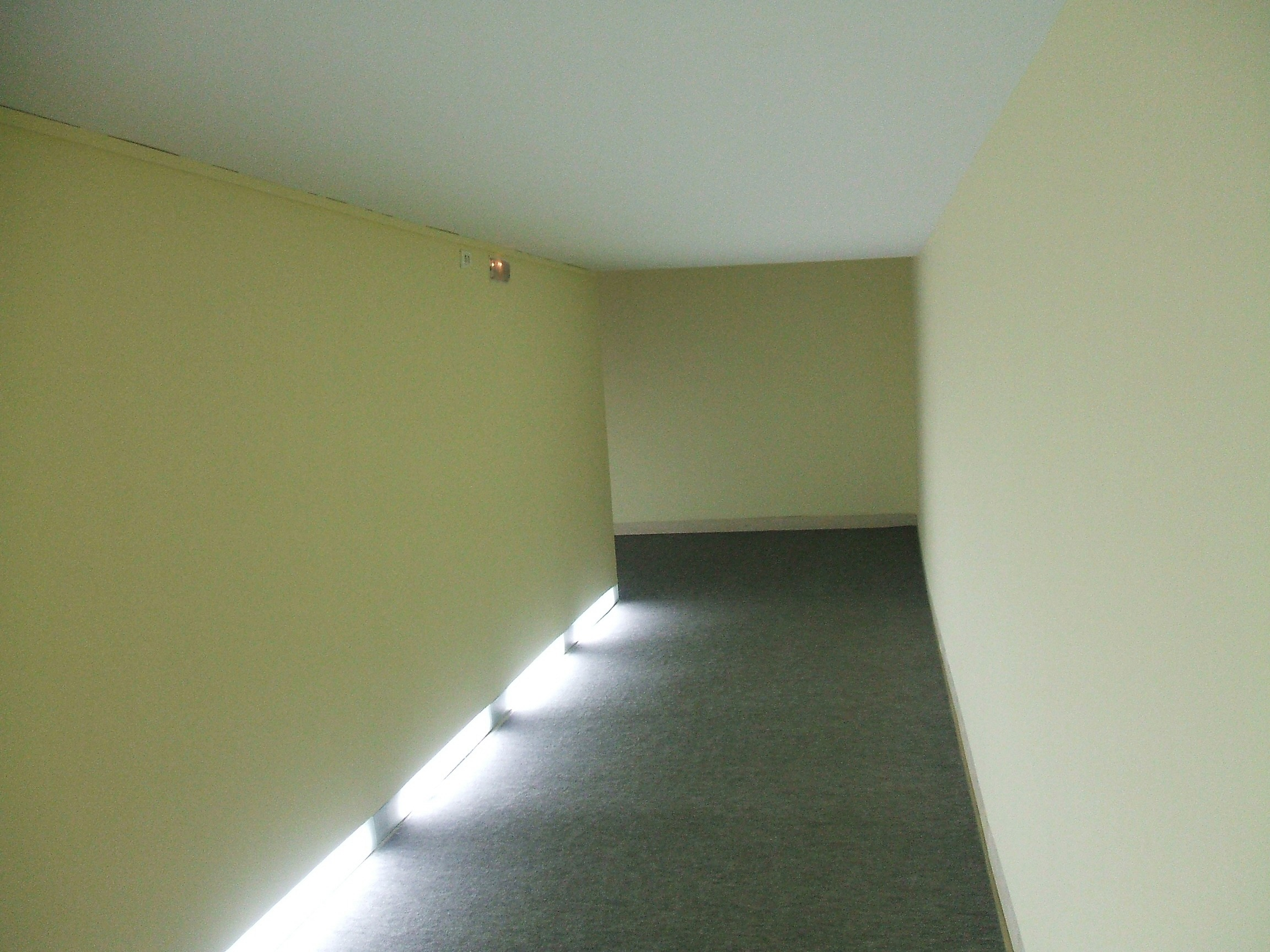
Rampa de bajada al Antiguo Depósito de Aguas.

A los niveles inferiores se accede a través de una amplia rampa-túnel montada con paneles y de estilo minimalista. Existen además diversas salas de documentación y aulas polivalentes para cursos, seminarios y talleres, y una cafetería que hace terraza en el denominado Jardín de Falerina.